# قائمة المسائل غير المحلولة في الكيمياء
المشاكل غير المحلولة في الكيمياء، تميل الأسئلة عادة لأن تكون من نوع «هل يمكننا تكوين عدد x من الروابط الكيميائية؟» «هل يمكننا تحليل هذه الروابط؟» «هل يمكننا تنقية ذلك؟» وغالباً ما تحل هذه الأسئلة بسرعة، وفي بعض الأحيان تتطلب مجهود ضخم لإيجاد الحلول. وهناك أسئلة لها تبعات أعمق. في الكيمياء تتضمن  مشاكل غير محلولة قد صنفها العلماء في هذا المجال كذلك، أو رفض العلماء الحلول المقترحة لها.

## مشاكل فيزيائية كيميائية
- ما هي البنية الإلكترونية للموصلات الحرارية الفائقة في حالات متعددة في مخطط أطوار؟
- هل يمكن للحرارة المتحولة في الموصلات الحرارية الفائقة أن تصل إلى درجة حرارة الغرفة؟
- هل الجدول الدوري يمكن أن يحتوي على العناصر الأحدث فيزيائياً؟ حيث أن التداعيات الكيميائية للعناصر التي تملك رقم ذري أعلى من 137، حيث الإلكترون يجب أن يسافر أسرع من سرعة الضوء.[1]
- هل النواة رباعية النيوترونات ممكن أن تكون حقيقة؟
- كيف يمكن للطاقة الكهرومغناطيسية (فوتون) أن تتحول بشكل فعال إلى طاقة كيميائية؟ كمثال؛ هل يمكن للماء أن ينفصل إلى هيدروجين وأكسجين بفعل الطاقة شمسية؟[2][3]

## مشاكل الكيمياء العضوية
- ما هي طبيعة الذهب القوي الهالوجيني وبقية المواد الهالوجينية العضوية؟[4]
- بالإضافة إلى ذلك، من الجدير بالذكر أن هناك العديد من الآليات المقترحة للعملية المحفزة حيث لا تفهم بشكل جيد وغالباً ما تفشل في شرح الظواهر المرتبطة.

## مشاكل الكيمياء الحيوية
- حركيات الإنزيم: لماذا بعض الإنزيمات تعرض بسرعة أكبر من انتشارها؟[5]
- مشكلة تطوي البروتين: هل من الممكن التنبؤ ببنية الببتيد الثنائي والثلاثي والرباعي وتتبعه فقط من خلال المعلومات البيئية؟ وبعكس مشكلة تطوي البروتين هل يمكننا تكوين تتبع بولي ببتيد له شكل معين حسب الظروف البيئية الحالية؟[6]
- مشكلة تطوي RNA: هل من الممكن التنبؤ بينية بولي ريبونوكلييك ثنائي وثلاثي ورباعي وتتابعه اعتماداً على المعلومات البيئية فقط؟
- ما هو تولد تلقائي الكيميائي؟ كيف يمكن لغير الأحياء تكوين روابط كيميائية ذاتية التكرار وهيئة حياة معقدة؟
- تصميم البروتين: هل يمكن تصميم أنزيم شديد الفعالية  تبدأ من جديد لأي ردة فعل مرغوبة؟[7]
- اصطناع حيوي: هل يمكن للجزيئات المرغوبة، المنتجات الطبيعية أو بطريقة أخرى، أن يتم تصنيعها خلال الاصطناع الحيوي؟[8]